# Stepànovka (Primórie)
|  | Per a altres significats, vegeu «Stepànovka». |

Stepànovka (en rus: Степановка) és un poble del krai de Primórie, a l'Extrem Orient de Rússia, que en el cens del 2010 tenia 130 habitants.